# La Sra. Tomasa
 (juin 2023).
La Sra. Tomasa est un groupe musical espagnol, originaire de Barcelone. Formé en 2012, il fusionne les genres musicaux sud-américains, électroniques et urban, et est composé de sept membres. En huit ans de carrière, jusqu'en 2020, le groupe compte trois albums et de multiples festivals à son actif, tant au niveau national qu'international,,,,.

## Histoire
La Señora Tomasa est née à Barcelone en 2012 d'un groupe d'artistes habitués de la scène métisse barcelonaise. Le prédécesseur le plus direct du groupe est Puro Vicio, un projet musical de fusion ska, rock et reggae qui comprenait Santiago Longarón, Marc Soto et Pau Lobo. Tous sont des membres actuels du groupe. La dissolution de Puro Vicio amènera les trois musiciens à chercher d'autres alternatives, qui se matérialiseront dans le premier album de La Sra. Tomasa, Corazón, bombo y son, pour lequel ils ont bénéficié des conseils de Gerard Casajús, percussionniste de La Kinky Beat et de Radio Bemba. De 2012 à 2014, année de sortie de l'album, le groupe ne s'est pas produit sur scène. Leur activité s'est concentrée exclusivement sur la recherche d'un son qui définirait le nouveau projet. Au cours de ce processus, Pablo Domínguez, Jordi Sanz et Gerard Williams ont également rejoint le groupe. Le dernier musicien à rejoindre le groupe est Alberto Limiñana, juste avant la première tournée du groupe,,,
L'origine du nom du groupe se trouve dans son premier succès, du même titre. Ainsi, Mme Tomasa est un personnage fictif qui représente la fusion des sept musiciens qui composent le groupe. L'idée originale vient du refrain de la chanson cubaine La Negra Tomasa, que le groupe jouait beaucoup lors de ses premières répétitions,.

### Corazón, bombo y son
Avec son premier album, La Sra. Tomasa effectue plusieurs tournées, d'une durée totale de trois ans, qui les conduisent à travers la péninsule et une partie de l'Europe, avec Londres comme point de départ. Pendant cette période, le groupe a joué par des scènes comme celles d'Arenald Sound, de Viña Rock et de WOMAD en Espagne, ainsi que celles des festivals néerlandais Lowlands et Eurosonic au niveau international,,,.

### Nuestra clave
De 2015 à 2017, le groupe combine les scènes avec la composition et l'enregistrement de son deuxième album studio, Nuestra clave. Une œuvre structurée en dix chansons qui compterait avec Genis Trani dans la coproduction et Rapsusklei, Kabaka Pyramid, Niño Maldito et Gloria Boateng dans les collaborations artistiques,,. Nuestra Clave amènerait le groupe barcelonais à parcourir, une fois de plus, une grande partie de la géographie espagnole. Lors de la première tournée de l'album, le groupe donne plus de 200 concerts et se produit dans huit pays différents,.

### Live Sessions
Après la sortie de Nuestra Clave, la Sra. Tomasa commence à produire des versions alternatives de certaines chansons de l'album, qui ont été enregistrées (son et image) en direct et comprennent de nouvelles collaborations. Finalement, neuf titres ont été produits et compilés sous le titre Live Sessions. Pendant deux années consécutives, 2018 et 2019, le groupe donne plusieurs concerts live avec tous les membres du groupe et les nouveaux collaborateurs. Parmi eux, Adala, Sr. Wilson, Desiree Diouf, Ahyvin Bruno ou encore les musiciens de Txarango, Doctor Prats et Búhos. Le spectacle, proposé exclusivement à Barcelone, s'est déroulé sur une scène sans élévation et avec les côtés ouverts, de sorte que le public entourait le groupe,.

### Alegre pero peligroso
En février 2020, le groupe barcelonais sort son dernier album studio : Alegre pero peligroso, qui comprend neuf chansons et deux interludes et qui comporte des collaborations avec le rappeur canarien Bejo, le Belge Coely et le Ghanéen Stonebwoy.

## Style musical et influences
Sra. Tomasa fonctionne comme un big band qui combine une multitude de genres sud-américains avec de la musique électronique,. Ainsi, le style de Sra. Tomasa se définit par la fusion de musiques latines, afro-cubaines, boogaloo, salsa, timba, guaguancó et cha-cha-cha avec des bases électroniques, issues de la drum and bass, du dubstep ou de la house,. De même, dans Alegre pero peligroso, le groupe introduit des sonorités plus urban, faisant la part belle à la trap latino.
Beaucoup de groupes qui influencent La Sra. Tomasa appartiennent à la scène métisse française. Parmi eux, Deluxe, Caravan Palace, Sargento Garcia ou P18. Ce dernier était l'une des principales références au moment de la création du groupe, qui visait à obtenir un son similaire à celui déjà proposé par le groupe franco-cubain à la fin des années 1990. Sur le territoire national, se distinguent La Kinky Beat ou Ojos de Brujo, qui marqueraient l'adolescence d'une bonne partie du groupe. Plus précisément, le groupe a puisé, en termes de sonorités latines, dans des groupes comme Havana D'Primera, Calle Real ou Spanish Harlem Orchestra et des artistes comme Alfredo Linares, Celia Cruz, Rubén Blades, Pete Rodríguez ou Ismael Rivera. Dans la section électronique, ce sont des producteurs comme Diplo, Tennyson, Rudimental ou Netsky,.

## Membres
- Pau Lobo — chant
- Santiago Longaron — saxophone, chant
- Marc Soto — batterie
- Alberto Limiñana — basse
- Jordi Sanz — guitare
- Pablo Domínguez — percussions
- Kquimi Saigi — claviers
- Gerard Williams — claviers, ex-compositeur[3],[9].

## Discographie
- 2014 : Corazón, bombo y son
- 2017 : Nuestra clave
- 2020 : Alegre pero peligroso[5],[8],[14]